# Борба код Страцина
У тежњи да бугарашко село Страцин преведе на српску страну војвода Петко Илић-Нагорички, са четом, у ноћи 4. марта 1912. ушао је у село и отпочео напад на неке бугарашке куће. Из једне од њих је тешко рањен сам војвода. Чета, која је носила рањеног војводу, се повукла у село Широка Планина, у којој је Петко Илић подлегао ранама.
Последња жеља му је била да буде сахрањен у Србији. Жељу су му четници и испунили, сахранили су га у близини манастира Лепчинце.
- Манастир Светог Пантелејмона у Лепчинцу
- Петко Илић-Нагорички